# Швайнштайгер, Бастиан
Ба́стиан Шва́йнштайгер (нем. Bastian Schweinsteiger, немецкое произношение: [ˈbasti̯an ˈʃvaɪ̯nʃtaɪ̯ɡɐ] (слушать)о файле; род. 1 августа 1984, Кольбермор, Бавария) — немецкий футболист, выступавший на позиции полузащитника. Считается одним из лучших немецких игроков в истории на своей позиции. Включён в Зал славы клуба «Бавария».
Швайнштайгер является воспитанником «Баварии», в составе которой после перевода в главную команду провёл 13 сезонов. За это время он стал восьмикратным чемпионом Германии, семикратным обладателем Кубка Германии, а также победителем Лиги чемпионов, Клубного чемпионата мира и Суперкубка УЕФА. В сезоне 2012/13 года в составе «Баварии» выиграл «требл». В 2015 году Швайнштайгер присоединился к английскому «Манчестер Юнайтед», однако основным игроком этого клуба он не стал. Впоследствии Бастиан перебрался в американский «Чикаго Файр», провёл в составе этой команды три сезона и в октябре 2019 года завершил карьеру. После этого Швайнштайшер стал работать на ARD в качестве телевизионного эксперта.
За основную сборную Германии Швайнштайгер выступал с 2004 по 2016 год. Проведя в её составе 121 матч, он вышел на четвёртое место по количеству игр в истории этой команды. Принял участие в четырёх чемпионатах Европы и трёх чемпионатах мира, в 2014 году стал чемпионом мира. В дальнейшем он был назначен капитаном национальной сборной, а в августе 2016 года завершил международную карьеру.

## Ранние годы
Бастиан Швайнштайгер родился 1 августа 1984 года в немецком городе Кольбермор. Он стал вторым ребёнком в семье Альфреда и Моники Швайнштайгеров, его старший брат Тобиас также впоследствии стал профессиональным футболистом. Отец занимался торговлей в спортивном магазине, а также был горнолыжником. Он выступал в основном составе Немецкого лыжного союза в дисциплине гигантский слалом, однако из-за травмы был вынужден завершить профессиональную карьеру. У Бастиана также есть дядя — Ганс, который владел горнолыжной турбазой. Из-за этого Швайнштайгер с ранних лет увлёкся горнолыжным спортом, но не ограничивался только им. Бастиан играл в хоккей, баскетбол, теннис, гольф и футбол, добиваясь неплохих результатов в каждом из этих видов спорта. Впоследствии его отец рассказывал, что занятия спортом в детстве помогли Швайнштайгеру в дальнейшей футбольной карьере: благодаря лыжам, к примеру, развилась координация, а благодаря гольфу — повысились умственные способности.
Со временем центральное место среди увлечений молодого Швайнштайгера занял футбол. В неполных четыре года он начал тренироваться в детской команде. Первым клубом Бастиана стал «Обераудорф», куда его приняли вместе с братом. В детских соревнованиях Бастиан отличался высокой результативностью, что позволило ему перейти в команду более высокого ранга — «Розенхайм 1860». Талант Швайнштайгера был заметен уже тогда, однако помимо него тренеров привлекали сила воли игрока, его самоотдача и командный дух. Как отмечал автор биографической книги о Бастиане Людвиг Краммер, он с детства выделялся своими лидерскими качествами. Даже в более старшей команде Швайнштайгер мог воодушевить других своим рвением к победе. На одной из показательных тренировок Бастиана заметил тренер молодёжной команды «Баварии» Герман Хуммельс, отец его будущего партнёра по команде Матса Хуммельса. Он сообщил руководству мюнхенского клуба о молодом игроке, в результате чего Бастиан, который болел за «Баварию», в возрасте 14 лет во второй раз сменил команду.

## Клубная карьера

### «Бавария»
Несмотря на смену команды, Швайнштайгер остался жить вместе с родителями в Обераудорфе, в 90 км от тренировочной базы «Баварии». Это создавало трудности, сначала его возила мама, а потом клуб приобрёл отдельный микроавтобус для игроков молодёжной команды. Параллельно с игрой в молодёжном составе «Баварии», Бастиан ходил и в обычную школу, где ему лучше всего давалась математика. После окончания школы он поселился в общежитии клуба. Главным наставником Швайнштайгера в начале его карьеры в мюнхенском клубе стал Штефан Беккенбауэр. В 2001 году он вместе со своей командой одержал победу в чемпионате Германии до 17 лет. В это время Бастианом заинтересовался другой немецкий клуб — «Гамбург», однако он решил остаться в «Баварии». Через год Швайнштайгер вновь стал победителем чемпионата Германии, на этот раз это произошло среди команд до 19 лет. Впоследствии он начал работать с тренером Херманном Герландом, руководившим «Баварией II». Этот специалист отличался высокой требовательностью и строгостью, что было для Швайнштайгера в новинку. 2 марта 2002 года он дебютировал за дубль «Баварии» — вышел на замену в конце матча. Следующая его игра состоялась лишь через два месяца, однако после неё тренер убедился в игроке и стал чаще выпускать его на поле.
Осенью 2002 года «Бавария» неубедительно выступила на групповом этапе Лиги чемпионов 2002/03. После пяти матчей немецкий клуб набрал лишь одно очко, из-за чего находился на последнем месте в своей группе. Именно в этот момент Бастиан Швайнштайгер был переведён в основную команду, а 13 ноября, в последнем матче группового этапа против французского «Ланса», он впервые появился на поле в составе основной команды «Баварии». Главный тренер команды Отмар Хитцфельд выпустил его в середине второго тайма. Матч завершился ничьей 3:3, однако «Бавария» всё равно не сумела выйти из группы. Первоначально Швайнштайгер играл в основном на флангах, а не на своей привычной позиции в центре полузащиты, так как там была большая конкуренция. 7 декабря 2002 года в поединке со «Штутгартом» он дебютировал в матче Бундеслиги, а впоследствии подписал и свой первый профессиональный контракт. В начале февраля в матче против «Кёльна» в Кубке Германии Швайнштайгер забил свой первый гол за мюнхенский клуб, забитый им мяч стал третьим в той встрече, итоговый счёт — 8:0. Под руководством Хитцфельда Швайнштайгер рос в спортивном плане, так как тот бережно относился к футболисту. В своём первом сезоне в основной команде клуба Бастиан провёл 14 матчей, а также стал победителем двух турниров: Кубка Германии и чемпионата Германии.
В сезоне 2003/04 года «Бавария» смогла выйти из группы Лиги чемпионов, в 1/8 финала получив в соперники «Реал Мадрид». В первом матче против испанского клуба Бастиан на поле не появился, оставшись на скамейке запасных, однако во второй игре его выпустили на поле, когда счёт был 0:1. Несмотря на выход молодого немца, голов больше забито не было, из-за чего «Бавария» покинула турнир. Несмотря на поражение, для Швайнштайгера эта игра стала одной из определяющих. Как он сам впоследствии признался, после того матча он почувствовал уверенность, так как на него стали рассчитывать даже в непростой ситуации. Несмотря на его рост как игрока, «Бавария» терпела неудачи. В Кубке Германии клуб завершил своё выступление на стадии 1/4 финала, чемпионский титул завоевал «Вердер». В связи с отрицательными результатами Хитцфельд был уволен, его заменил Феликс Магат. Новый тренер не сразу стал задействовать Швайнштайгера, из-за чего тот даже начал переговоры об уходе в «Байер», который проявлял к нему интерес, но председатель правления «Баварии» Карл-Хайнц Руммениге отказался отпускать игрока. Сам Швайнштайгер впоследствии и сам признался, что хотел выступать именно в составе мюнхенской команды. Несмотря на первоначальные трудности в отношениях с Магатом, тренер и игрок нашли общий язык.

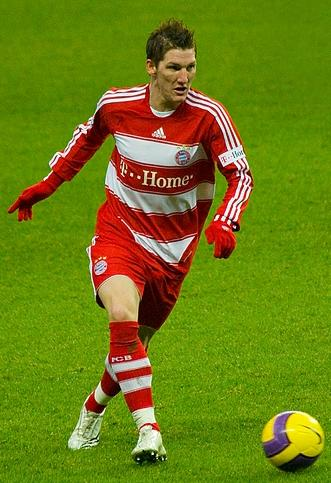
Бастиан Швайнштайгер в составе «Баварии», декабрь 2007 года

Как под руководством Хитцфельда, так и под руководством Магата место Швайнштайгера на поле было непостоянным, они использовали его практически на всех полевых позициях, кроме центрального нападающего и центрального защитника. Новый тренер Юрген Клинсман, которого «Бавария» наняла в сезоне 2008/09 года в качестве замены ушедшему Магату, предпочитал использовать Бастиана либо как флангового игрока, либо в качестве полузащитника в схеме 3-4-2-1 вместе с Зе Роберто. Новый тренер не смог завоевать доверия команды. В Лиге чемпионов «Бавария» проиграла испанской «Барселоне» со счётом 1:5 по результатам двух матчей, в национальном чемпионате результаты также были неудовлетворительными. Клуб рисковал не выйти в Лигу чемпионов на следующий сезон, в итоге Клинсман был уволен. Временно исполняющим обязанности главного тренера стал Юпп Хайнкес, а его помощником — Херманн Герланд, который ранее работал с Бастианом во второй команде «Баварии». В первом же матче под руководством нового наставника против мёнхенгладбахской «Боруссии» Швайнштайгер открыл счёт, благодаря чему «Бавария» одержала победу 2:1. Под руководством Хайнкеса результаты команды улучшились, в результате чего мюнхенский клуб занял вторую позицию в лиге. Наряду с Франком Рибери Бастиан проявил себя наилучшим образом. Хайнкес, в отличие от предыдущих тренеров, стал задействовать его в центре, в паре с Марком ван Боммелом.
В конце сезона Хайнкес покинул свой пост, главным тренером был назначен Луи ван Гал. Изначально он вернул Швайнштайгера на фланг, однако после покупки крайнего полузащитника Арьена Роббена вновь перевёл Бастиана в центр поля. Под руководством нидерландского тренера «Бавария» неудачно начала сезон 2009/10 года, однако ситуацию удалось стабилизировать в том числе благодаря удачному партнёрству Швайнштайгера и ван Боммела в центре поля. По итогам сезона «Баварии» удалось одержать победу в чемпионате, а также выиграть Кубок Германии, в финале которого против «Вердера» забил в том числе и сам Швайнштайгер. Помимо этого мюнхенский клуб дошёл до финала Лиги чемпионов, в котором встретился с итальянским «Интернационале». Однако «Бавария» потерпела поражение в этой игре со счётом 0:2. Как отмечал бывший футболист мюнхенского клуба Пауль Брайтнер, игра на разных позициях позволила Швайнштайгеру улучшить свои качества центрального полузащитника, так как он мог наблюдать за игрой с разных сторон. Летом 2010 года в трансфере Швайнштайгера были заинтересованы «Реал», «Челси» и «Ювентус», однако он продлил контракт с «Баварией» до 2016 года. В сезоне 2010/11 года Швайнштайгер преимущественно выполнял функции плеймейкера и отличался важными голами. Он забил оба гола во втором раунде Кубка Германии против «Вердера», благодаря которым «Бавария» победила и прошла дальше.
2 ноября 2011 года Швайнштайгер сломал ключицу в домашнем матче группового этапа Лиги чемпионов против «Наполи» (победа 3:2), из-за этого он выбыл из строя до конца 2011 года. 8 февраля 2012 года в четвертьфинале Кубка Германии против «Штутгарта» (победа 2:0) он снова получил травму и выбыл из игры на несколько недель. 25 апреля 2012 года в полуфинале Лиги чемпионов «Бавария» встречалась с «Реалом». После двух сыгранных матчей счёт был равным, из-за чего вторая игра сначала перешла в этап дополнительного времени, а затем и в серию пенальти. Швайнштайгер последним реализовал свой удар, благодаря чему «Бавария» вышла в финал Лиги чемпионов 2012 года. В том матче, который принимала домашняя арена «Баварии», немецкая команда встретилась с «Челси». Матч прошёл с существенным преимуществом «Баварии» (в частности, соотношение угловых было 20-1 в пользу немецкого клуба), но основное время не выявило победителя (на гол Томаса Мюллера на 83-й минуте через 5 минут ответил форвад «Челси» Дидье Дрогба), игра дошла до серии пенальти. Швайнштайгер бил пятым и не смог поразить ворота Петра Чеха, после чего Дидье Дрогба принёс «Челси» победу. На протяжении сезона 2012/13 года Бастиан продолжал играть на позиции центрального полузащитника вместе с новичком команды Хави Мартинесом. 29 сентября 2012 года в поединке с «Вердером» Швайнштайгер провёл свой 400-й матч за «Баварию» во всех турнирах. 6 апреля 2013 года он забил единственный гол в ворота франкфуртского «Айнтрахта», что позволило «Баварии» одержать в этой игре победу и выиграть чемпионский титул Бундеслиги. Помимо этого «Бавария» смогла во второй раз подряд выйти в финал Лиги чемпионов, где мюнхенский клуб со счётом 2:1 обыграл дортмундскую «Боруссию». Благодаря этому Бастиан впервые выиграл Лигу чемпионов. 1 июня «Бавария» выиграла ещё и Кубок Германии. Таким образом, сезон 2012/13 года завершился для «Баварии» и Швайнштайгера «треблом».

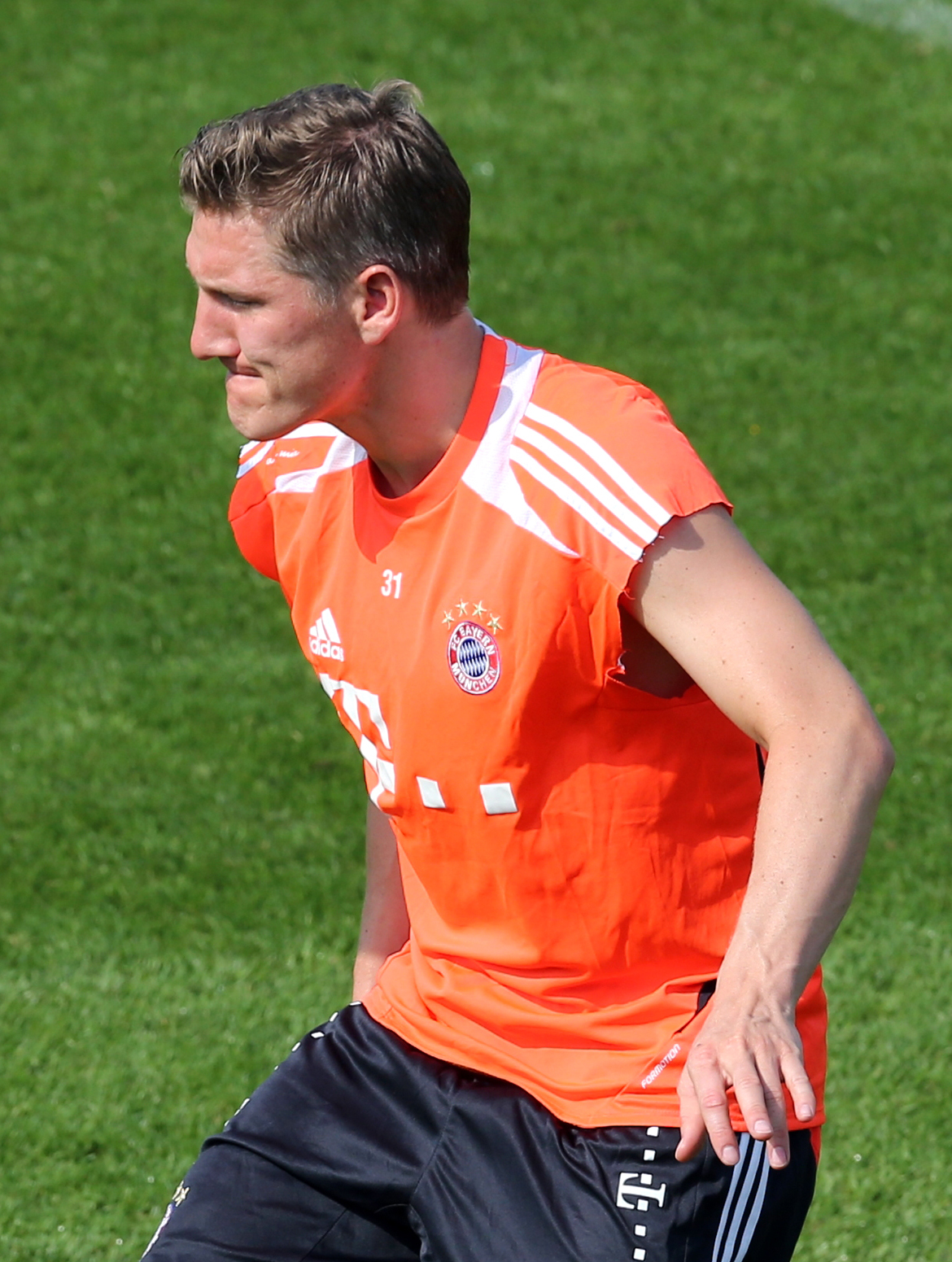
Швайнштайгер на тренировке в апреле 2013 года

Перед сезоном 2013/14 года Бастиан перенёс операцию на лодыжке. 9 августа 2013 года он провёл свой 300-й матч в Бундеслиге, «Бавария» тогда победила дома мёнхенгладбахскую «Боруссию» со счётом 3:1. Впоследствии Швайнштайгер впервые выиграл Суперкубок УЕФА, «Бавария» обыграла «Челси» в серии пенальти, однако сам немец из-за травмы в этом матче так и не сыграл. В дальнейшем за свои выступления он был признан футболистом года в Германии. В ноябре 2013 года стало известно, что Швайнштайгера вновь прооперируют из-за продолжающихся проблем с лодыжкой. В начале февраля он вернулся к тренировкам с командой после проведённой операции. В конце марта Бастиан снова досрочно выиграл чемпионство с «Баварией». В первом матче четвертьфинала Лиги чемпионов 2013/14 против «Манчестер Юнайтед» Швайнштайгер забил гол и сравнял счёт (1:1), но позже был удалён с поля. Из-за травмы Бастиан пропустил финальный матч Кубка Германии 17 мая, где в дополнительное время «Бавария» со счётом 2:0 обыграла дортмундскую «Боруссию». Этот Кубок Германии стал седьмым для Швайнштайгера.
Из-за проблем с коленом Бастиан пропустил начало сезона 2014/15 года. Впервые он вышел на поле лишь в ноябре. В том сезоне «Бавария» вновь выиграла Бундеслигу, однако этот трофей стал единственным для этого клуба в том сезоне. 23 мая в матче против «Майнца» (2:0), который стал для Швайнштайгера 500-й игрой за «Баварию», он забил гол. Эта игра стала последней для Бастиана в составе команды. Спустя 17 проведённых в «Баварии» лет, он покинул этот клуб летом 2015 года. В свои последние сезоны в Мюнхене Швайнштайгер пребывал не в идеальной форме, у него было много травм, именно это стало одной из ключевых причин итогового решения игрока покинуть «Баварию». Сказались и предпочтения главного тренера команды Пепа Гвардиолы в плане выбора стартового состава, его требованиям лучше отвечали быстрые игроки, в число которых Швайнштайгер не входил.

### «Манчестер Юнайтед»
13 июля 2015 года было официально объявлено о переходе Бастиана Швайнштайгера в английский клуб «Манчестер Юнайтед», он подписал трёхлетний контракт с этой командой. Немецкий полузащитник выбрал «Юнайтед» в частности из-за выгодного контракта, а также перспективы вновь поработать с тренером Луи ван Галом, который ранее возглавлял «Баварию». Несмотря на то, что Бастиан хотел попрощаться с фанатами мюнхенского клуба, хорошей возможности для этого в тот период найти не удалось. Изначально он получил футболку с номером 23, но перед официальным стартом сезона сменил свой номер на 31, который он использовал в «Баварии». Несмотря на прибытие Швайнштайгера не в самой лучшей форме, ван Гал был намерен вернуть его к лучшему состоянию, а также глубоко доверял игроку. Однако подготовка к сезону прошла довольно неудачно: у Бастиана было много мелких повреждений и болей в мышцах, из-за чего он остался на скамейке в первом матче чемпионата против «Тоттенхэма». В той игре Швайнштайгер всё же вышел на поле — во втором тайме он заменил Майкла Каррика и дебютировал в составе «красных дьяволов» в официальном матче.

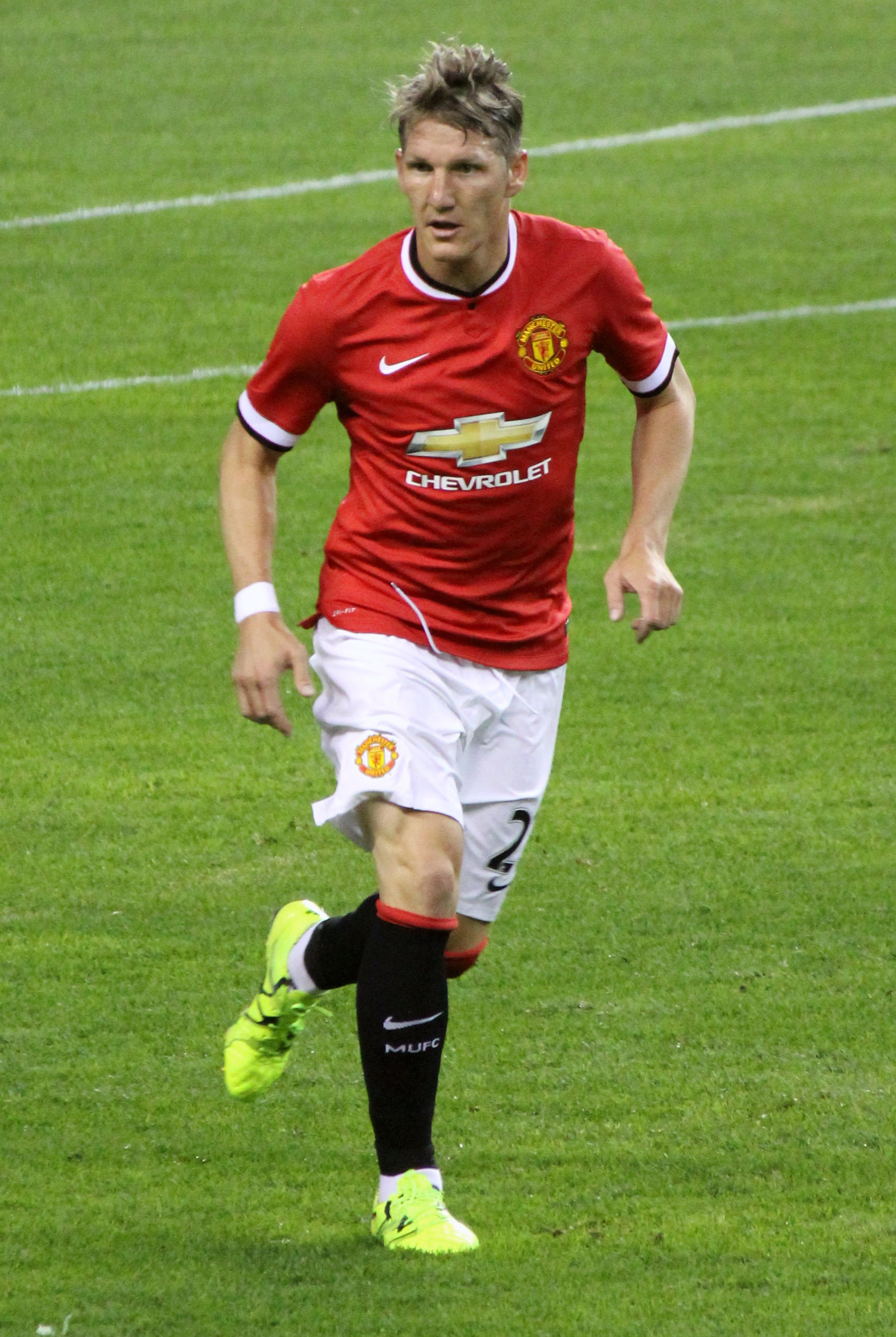
Швайнштайгер выступает за «Манчестер Юнайтед», 2015 год

Он стал первым немцем, который сыграл за «Манчестер Юнайтед». Впоследствии он смог на некоторое время получить место в основном составе. 28 ноября Бастиан забил свой первый гол за клуб, сравняв счёт в матче против «Лестер Сити» (1:1), после чего болельщики «Юнайтед» назвали его лучшим игроком месяца в клубе. Однако в дальнейшем игрока ждал неудачный период. После вылета «Манчестер Юнайтед» из розыгрыша Лиги чемпионов 2015/16 от «Вольфсбурга» главный тренер ван Гал назвал Швайнштайгера одним из виновников неудачной игры клуба, он сказал что немец «уже не тот». 7 декабря Футбольная ассоциация Англии дисквалифицировала Бастиана на три матча за стычку с Уинстоном Ридом в игре против «Вест Хэма». В конце сезона он выиграл свой первый и единственный трофей в составе манчестерского клуба — Кубок Англии, тогда «Юнайтед» со счётом 2:1 обыграл «Кристал Пэлас» в финале этого турнира. Несмотря на выигранный трофей, ван Гал по окончании сезона был уволен.
Тренером команды был назначен Жозе Моуринью, который после прихода в клуб твёрдо обозначил, что абсолютно не рассчитывает на Швайнштайгера как на игрока основного состава. Сначала он не взял немца на товарищеский матч с «Галатасараем» летом, а в начале августа Бастиан и вовсе был выведен из первого состава, с того момента он должен был тренироваться в молодёжной команде. Моуринью считал его слабейшим полузащитником в клубе, однако Швайнштайгер всё равно не стал покидать команду. Это не улучшило отношений между тренером и игроком, однако Бастиан всегда старался выполнять требования подписанного контракта и вести себя вежливо, несмотря на провокации. Под руководством Моуринью Швайнштайгер был включён в состав основной команды на матчи английской Премьер-лиги лишь четыре раза, однако на поле он так ни разу и не вышел. Однако в других турнирах Швайнштайгер всё же провёл несколько матчей и даже забил гол. В течение того сезона наиболее вероятным вариантом продолжения карьеры для немца казался переход в американскую лигу — MLS. Именно туда он и отправился в марте 2017 года. После его ухода из «Юнайтед» главный тренер Моуринью публично признал, что жалеет о сложившейся ситуации с Бастианом, так как он поменял своё мнение о нём после более близкого общения и наблюдения за поведением игрока.

### «Чикаго Файр»
21 марта 2017 года американский клуб «Чикаго Файр» объявил о переходе Швайнштайгера по правилу назначенного игрока. Он стал одним из самых высокооплачиваемых игроков лиги. Уже 1 апреля Бастиан провёл свой дебютный матч в новом клубе, встреча с «Монреаль Импэкт» закончилась ничьей 2:2, а один из голов забил и сам Швайнштайгер. В первом сезоне Бастиана в «Чикаго» этот клуб выиграл 10 из 16 матчей в чемпионате, сам немец стал в команде одним из ключевых игроков. Швайнштайгер отмечал, что в MLS многие игроки обладают хорошей физической подготовкой, однако их понимание игры находится на более слабом уровне. Именно Бастиан должен был направлять игру своей команды. Он принял участие в Матче всех звёзд MLS в 2017 году, который по серии пенальти закончился победой противника — мадридского «Реала». В январе 2018 года Бастиан на год продлил свой контракт с клубом. В своём втором сезоне в Америке он в основном использовался в роли свободного защитника. В период этого сезона «Чикаго Файр» провёл товарищеский матч с бывшим клубом Швайнштайгера — «Баварией». Он состоялся 28 августа 2018 года на стадионе «Альянц Арена», эта игра была проведена с целью прощания Бастиана с немецким клубом, так как после его ухода из «Баварии» такой возможности предоставлено не было. «Баварцы» выиграли со счётом 4:0, а Швайнштайгер провёл по тайму в составе каждой из команд и отметился голом. После окончания третьего сезона Бастиана в MLS, 8 октября 2019 года он объявил о завершении своей игровой карьеры.

## Карьера в сборной
Швайнштайгер провёл свой первый матч в основной сборной Германии в 2004 году. Игра против Венгрии закончилась поражением немецкой сборной со счётом 0:2. После выступления на чемпионате Европы среди молодёжных команд в составе сборной Германии до 21 года Бастиан был вызван на чемпионат Европы 2004 года уже в основную сборную, однако он не смог помочь Германии пройти в плей-офф.
Спустя год после дебюта в сборной Швайнштайгеру удалось забить свой первый гол за национальную команду — в товарищеском матче с Россией. Через 10 дней после этого, 18 июня 2005 года, он впервые забил в матче официального турнира, чем помог своей команде в рамках Кубка конфедераций обыграть Тунис со счётом 3:0. В дальнейшем Бастиан был включён в состав своей сборной на чемпионат мира 2006 года. Германия смогла принять участие в матче за третье место с Португалией, в котором Швайнштайгер сыграл одну из ключевых ролей: он смог забить два гола, благодаря чему немецкая сборная победила 3:1 и завоевала бронзовые медали домашнего турнира. Бастиан был признан лучшим игроком того матча. Третий гол также был забит при участии Швайнштайгера: после его удара португалец Арманду Пети срезал мяч в свои ворота.
На чемпионате Европы 2008 года Швайнштайгер стал антигероем матча группового этапа со сборной Хорватии — он был удалён с поля, а сама игра закончилась поражением 1:2. В четвертьфинале турнира против Португалии Бастиан принял участие во всех трёх забитых мячах своей команды: он забил гол и отдал две голевые передачи, позволив Германии выиграть 3:2. В полуфинале с Турцией Швайнштайгер вновь отличился забитым мячом, немцы выиграли 3:2 и вышли в финал турнира, однако там победу одержала сборная Испании. В июне 2009 года Бастиан впервые вышел на поле в качестве капитана немецкой сборной, это произошло в товарищеском матче против ОАЭ.

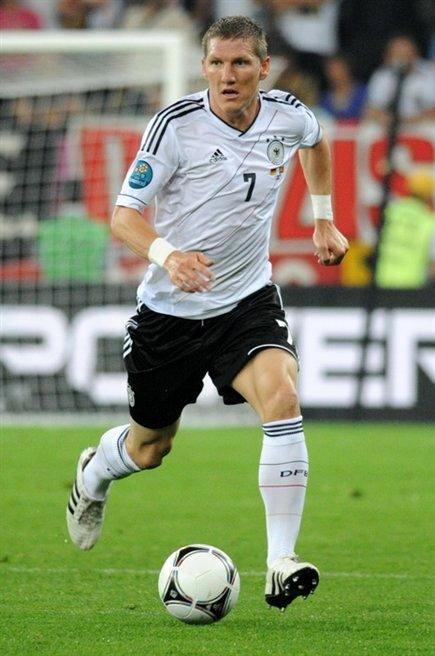
Бастиан Швайнштайгер в составе немецкой сборной на Евро-2012

Перед чемпионатом мира 2010 года капитан и основной полузащитник сборной Михаэль Баллак получил травму, именно Швайнштайгер должен был заменить его. В итоге Бастиан вышел на поле во всех семи играх своей команды на этом турнире, а Германия, как и двумя годами ранее на Евро-2008, проиграла Испании, однако на этот раз поражение случилось на стадии полуфинала. В игре за бронзовые медали против Уругвая немцы одержали победу 3:2. В том матче из-за отсутствия Филиппа Лама именно Швайнштайгер был капитаном своей команды. Он был включён в символическую сборную из лучших игроков ЧМ-2010.
В сезоне 2011/12 года Бастиан пропустил немалое количество матчей из-за полученной травмы, под сомнение ставилось даже его участие на предстоящем Евро-2012, однако в итоге он смог принять участие в играх своей сборной. Однако Швайнштайгер не успел до конца оправиться от травмы, из-за чего временами показывал невыразительную игру. Всего же на чемпионате Европы 2012 года Бастиан Швайнштайгер провёл пять встреч, в которых ему не удалось забить ни одного гола. Германия смогла дойти до полуфинала, где благодаря дублю Марио Балотелли победу одержала сборная Италии, которая и отправилась в финал. 15 октября 2013 года Бастиан провёл свой 100-й матч за национальную команду, в той встрече немцы обыграли Швецию.
Перед чемпионатом мира 2014 года Швайнштайгер находился не в лучшей форме, он практически не мог готовиться к предстоящему турниру из-за воспаления сухожилия, в связи с чем вызов немца на турнир воспринимался скептически. В первом матче группового этапа против португальцев он остался на скамейке запасных, но Германия в итоге победила 4:0. Второй матч данного этапа против Ганы завершился для немцев ничьей 2:2, а Швайнштайгер впервые появился на поле в рамках турнира, выйдя со скамейки запасных ближе к концу матча. В третьей игре против США Бастиан оказался в стартовом составе, а Германия одержала минимальную победу благодаря голу Томаса Мюллера. В дальнейшем немецкая сборная одержала победу над Алжиром в 1/8 финала, Францией в 1/4 финала и Бразилией в 1/2 финала. В результате немцы смогли выйти в финал, где им противостояла Аргентина. В финале Швайнштайгер был одним из лучших игроков своей сборной, а благодаря голу Марио Гётце в дополнительном времени Германия смогла одержать победу в матче и выиграть чемпионат мира. Начиная с четвертьфинала и вплоть до самого конца турнира Бастиан провёл все игры своей сборной от начала до конца.
Перед началом отборочного турнира на Евро-2016 Швайнштайгер был назначен новым капитаном сборной Германии после ухода из команды Филиппа Лама. В марте 2016 года он получил травму во время тренировки со сборной, из-за чего пропустил оставшуюся часть клубного сезона, однако смог восстановиться к началу чемпионата Европы и был включён в итоговый состав на турнир. В стартовом матче против Украины (2:0) Швайнштайгер забил гол на последних минутах добавленного времени. В серии послематчевых пенальти четвертьфинального матча с Италией он не реализовал свой удар, однако Германия всё равно смогла одержать победу. В полуфинале против Франции Швайнштайгер в борьбе с Патрисом Эвра сыграл рукой в своей штрафной площади, из-за чего в ворота немцев был назначен пенальти, который реализовал Антуан Гризманн. Германия проиграла этот матч со счётом 0:2 и завершила своё выступление на турнире. 29 июля 2016 года Бастиан Швайнштайгер объявил о завершении карьеры в сборной. 31 августа был проведён товарищеский матч сборных Германии и Финляндии, который стал прощальным для немецкого полузащитника. На посту капитана команды его сменил вратарь Мануэль Нойер.

## Стиль игры
В основном Швайнштайгер играл в центре поля, однако он достаточно универсален и в некоторые моменты карьеры также играл и на флангах полузащиты. Во время выступления за «Баварию» он считался одним из лучших полузащитников в мире. Швайнштайгер обладал сильным ударом и иногда бил по воротам издали, а также был очень вынослив и умел отдавать точные и качественные передачи. Помимо роли центрального и крайнего полузащитника, в течение карьеры он использовался и на других позициях: как опорный полузащитник, атакующий полузащитник, в роли «от штрафной до штрафной» и плеймейкера, а также в качестве правого защитника. Швайнштайгер был физически мощным игроком, обладал хорошей техникой и видением поля. Он был известен своей способностью контролировать и определять ход игры своей команды в центре поля, создавать голевые моменты для партнёров. Бастиана называли «мотором» и «вдохновителем» полузащиты. Помимо атакующих действий, он помогал команде и в обороне. В составе «Чикаго Файр» на закате игровой карьеры Швайнштайгер иногда задействовался на позиции центрального защитника или либеро в схеме с тремя защитниками. Однако даже на этих позициях на него возлагались не только оборонительные обязанности, ему было поручено начинать атаки и удерживать мяч, когда это было необходимо для контроля игры. Тренер Бастиана в «Чикаго» Велько Паунович, после того как Швайнштайгер завершил карьеру, назвал его «уникальным, особенным и полноценным игроком».

## Достижения

### Командные
«Бавария»

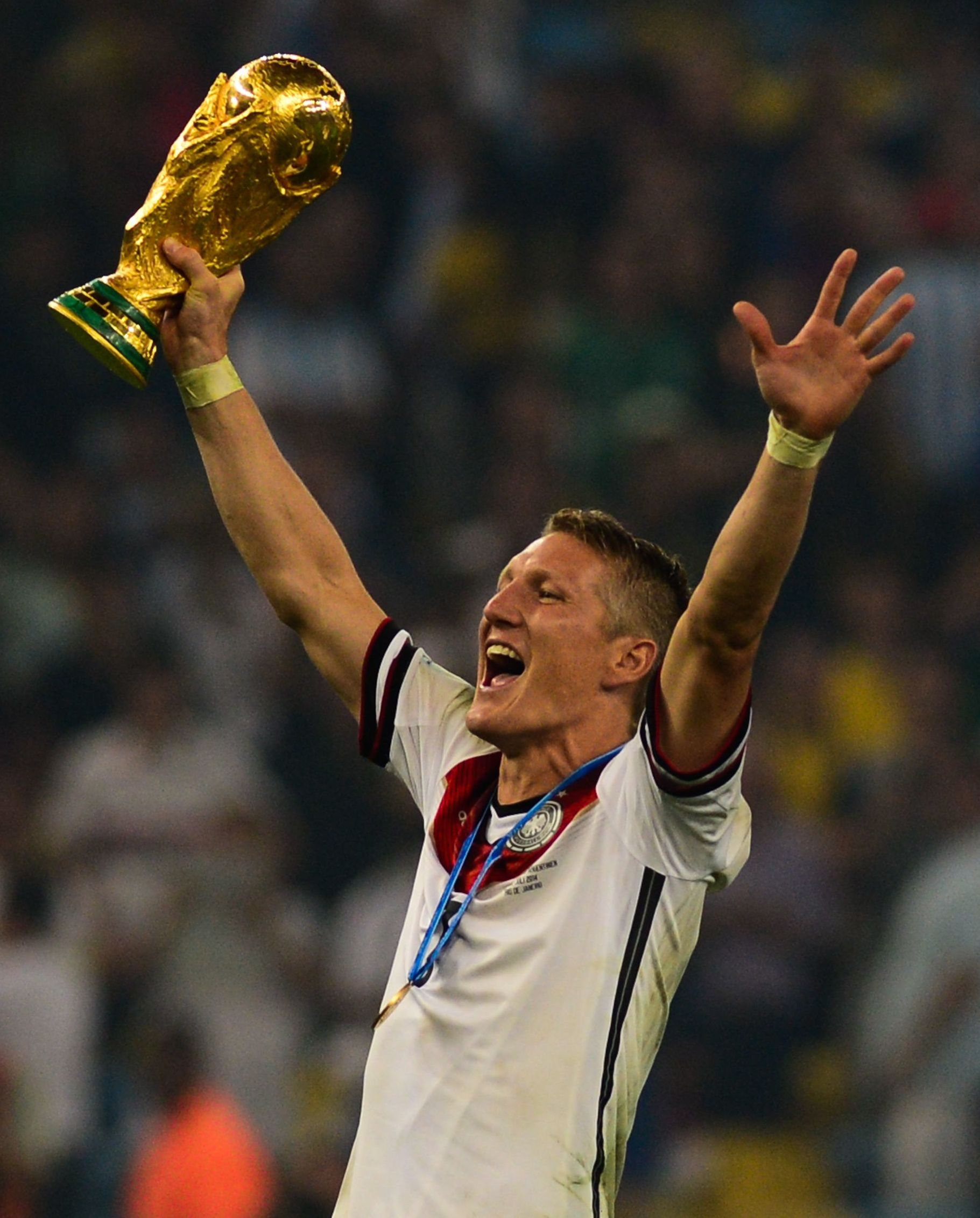
Швайнштайгер держит Кубок мира после победы в финале ЧМ-2014

- Чемпион Германии (8): 2002/03, 2004/05, 2005/06, 2007/08, 2009/10, 2012/13, 2013/14, 2014/15
- Обладатель Кубка Германии (7): 2002/03, 2004/05, 2005/06, 2007/08, 2009/10, 2012/13, 2013/14
- Обладатель Кубка немецкой лиги (2): 2004, 2007
- Обладатель Суперкубка Германии (2): 2010, 2012
- Победитель Лиги чемпионов УЕФА: 2012/13
- Обладатель Суперкубка УЕФА: 2013
- Победитель Клубного чемпионата мира: 2013
- Финалист Лиги чемпионов УЕФА (2): 2009/10, 2011/12

«Манчестер Юнайтед»
- Обладатель Кубка Англии: 2015/16

Сборная Германии
- Чемпион мира: 2014
- Вице-чемпион Европы: 2008
- Бронзовый призёр Кубка конфедераций 2005
- Бронзовый призёр чемпионата мира (2): 2006, 2010
- Бронзовый призёр чемпионата Европы (2): 2012, 2016

### Личные
- Футболист года в Германии: 2013[42][43]
- Обладатель награды Серебряный лавровый лист (3): 2006, 2010, 2014[119]
- Игрок года в сборной Германии: 2010[120]
- Входит в символическую сборную сезона по версии European Sports Media: 2012/13[121]
- Входит в символическую сборную чемпионата мира 2010 года по версии ФИФА[122]
- Премия «Бэмби»: 2016[123]
- Член Зала славы «Баварии»: 2018[124]
- Баварский орден «За заслуги»: 2018[125]

## Статистика выступлений

### Клубная статистика
| Клуб              | Сезон            | Лига | Лига | Кубок страны | Кубок страны | Кубок лиги | Кубок лиги | Континент | Континент | Прочие | Прочие | Итого | Итого |
| Клуб              | Сезон            | Игры | Голы | Игры         | Голы         | Игры       | Голы       | Игры      | Голы      | Игры   | Голы   | Игры  | Голы  |
| ----------------- | ---------------- | ---- | ---- | ------------ | ------------ | ---------- | ---------- | --------- | --------- | ------ | ------ | ----- | ----- |
| Бавария II        | 2001/02          | 4    | 0    | 0            | 0            | −          | −          | −         | −         | 0      | 0      | 4     | 0     |
| Бавария II        | 2002/03          | 23   | 2    | 1            | 0            | −          | −          | −         | −         | 0      | 0      | 24    | 2     |
| Бавария II        | 2003/04          | 4    | 0    | 0            | 0            | −          | −          | −         | −         | 0      | 0      | 4     | 0     |
| Бавария II        | 2004/05          | 3    | 0    | 1            | 0            | −          | −          | −         | −         | 0      | 0      | 4     | 0     |
| Бавария II        | Итого            | 34   | 2    | 2            | 0            | 0          | 0          | 0         | 0         | 0      | 0      | 36    | 2     |
| Бавария           | 2002/03          | 14   | 0    | 1            | 2            | 0          | 0          | 1         | 0         | 0      | 0      | 16    | 2     |
| Бавария           | 2003/04          | 26   | 4    | 3            | 0            | 1          | 0          | 3         | 0         | 0      | 0      | 33    | 4     |
| Бавария           | 2004/05          | 26   | 3    | 5            | 0            | 0          | 0          | 7         | 1         | 0      | 0      | 38    | 4     |
| Бавария           | 2005/06          | 30   | 3    | 4            | 0            | 1          | 0          | 7         | 0         | 0      | 0      | 42    | 3     |
| Бавария           | 2006/07          | 27   | 4    | 3            | 0            | 2          | 0          | 8         | 2         | 0      | 0      | 40    | 6     |
| Бавария           | 2007/08          | 30   | 1    | 4            | 0            | 2          | 1          | 12        | 0         | 0      | 0      | 48    | 2     |
| Бавария           | 2008/09          | 31   | 5    | 4            | 2            | −          | −          | 9         | 2         | 0      | 0      | 44    | 9     |
| Бавария           | 2009/10          | 33   | 2    | 4            | 1            | −          | −          | 12        | 0         | 0      | 0      | 49    | 3     |
| Бавария           | 2010/11          | 32   | 4    | 5            | 2            | −          | −          | 7         | 2         | 1      | 0      | 45    | 8     |
| Бавария           | 2011/12          | 22   | 3    | 3            | 1            | −          | −          | 11        | 1         | 0      | 0      | 36    | 5     |
| Бавария           | 2012/13          | 28   | 7    | 5            | 0            | −          | −          | 12        | 2         | 0      | 0      | 45    | 9     |
| Бавария           | 2013/14          | 23   | 4    | 4            | 1            | −          | −          | 8         | 3         | 1      | 0      | 36    | 8     |
| Бавария           | 2014/15          | 20   | 5    | 2            | 0            | −          | −          | 6         | 0         | 0      | 0      | 28    | 5     |
| Бавария           | Итого            | 342  | 45   | 47           | 9            | 6          | 1          | 103       | 13        | 2      | 0      | 500   | 68    |
| Манчестер Юнайтед | 2015/16          | 18   | 1    | 2            | 0            | 1          | 0          | 10        | 0         | 0      | 0      | 31    | 1     |
| Манчестер Юнайтед | 2016/17          | 0    | 0    | 2            | 1            | 1          | 0          | 1         | 0         | 0      | 0      | 4     | 1     |
| Манчестер Юнайтед | Итого            | 18   | 1    | 4            | 1            | 2          | 0          | 11        | 0         | 0      | 0      | 35    | 2     |
| Чикаго Файр       | 2017             | 23   | 3    | 1            | 0            | −          | −          | −         | −         | 1      | 0      | 26    | 3     |
| Чикаго Файр       | 2018             | 31   | 4    | 4            | 0            | −          | −          | −         | −         | 0      | 0      | 35    | 4     |
| Чикаго Файр       | 2019             | 30   | 1    | 0            | 0            | −          | −          | −         | −         | 1      | 0      | 31    | 1     |
| Чикаго Файр       | Итого            | 85   | 8    | 5            | 0            | 0          | 0          | 0         | 0         | 2      | 0      | 92    | 8     |
| Всего за карьеру  | Всего за карьеру | 479  | 56   | 58           | 10           | 8          | 1          | 114       | 13        | 4      | 0      | 663   | 80    |

1. ↑  Кубок Германии, Кубок Англии, Открытый кубок США.
2. ↑  Кубок немецкой лиги, Кубок Футбольной лиги.
3. ↑  Лига чемпионов УЕФА, Лига Европы УЕФА.
4. ↑  Суперкубок Германии, Суперкубок Англии, Кубок MLS.

### Выступления за сборную
| Сборная          | Год              | Отборочные матчи ЧМ | Отборочные матчи ЧМ | Финальные матчи ЧМ | Финальные матчи ЧМ | Отборочные матчи ЧЕ | Отборочные матчи ЧЕ | Финальные матчи ЧЕ | Финальные матчи ЧЕ | Кубки конфедераций | Кубки конфедераций | Товарищеские матчи | Товарищеские матчи | Итого | Итого |
| Сборная          | Год              | Игры                | Голы                | Игры               | Голы               | Игры                | Голы                | Игры               | Голы               | Игры               | Голы               | Игры               | Голы               | Игры  | Голы  |
| ---------------- | ---------------- | ------------------- | ------------------- | ------------------ | ------------------ | ------------------- | ------------------- | ------------------ | ------------------ | ------------------ | ------------------ | ------------------ | ------------------ | ----- | ----- |
| Германия         | 2004             | −                   | −                   | −                  | −                  | −                   | −                   | 3                  | 0                  | −                  | −                  | 7                  | 0                  | 10    | 0     |
| Германия         | 2005             | −                   | −                   | −                  | −                  | −                   | −                   | −                  | −                  | 4                  | 2                  | 9                  | 2                  | 13    | 4     |
| Германия         | 2006             | −                   | −                   | 7                  | 2                  | 4                   | 3                   | −                  | −                  | −                  | −                  | 7                  | 4                  | 18    | 9     |
| Германия         | 2007             | −                   | −                   | −                  | −                  | 4                   | 0                   | −                  | −                  | −                  | −                  | 2                  | 0                  | 6     | 0     |
| Германия         | 2008             | 4                   | 1                   | −                  | −                  | −                   | −                   | 5                  | 2                  | −                  | −                  | 6                  | 1                  | 15    | 4     |
| Германия         | 2009             | 5                   | 2                   | −                  | −                  | −                   | −                   | −                  | −                  | −                  | −                  | 5                  | 0                  | 10    | 2     |
| Германия         | 2010             | −                   | −                   | 7                  | 0                  | 2                   | 0                   | −                  | −                  | −                  | −                  | 3                  | 2                  | 12    | 2     |
| Германия         | 2011             | −                   | −                   | −                  | −                  | 3                   | 1                   | −                  | −                  | −                  | −                  | 3                  | 1                  | 6     | 2     |
| Германия         | 2012             | 2                   | 0                   | −                  | −                  | −                   | −                   | 5                  | 0                  | −                  | −                  | −                  | −                  | 7     | 0     |
| Германия         | 2013             | 3                   | 0                   | −                  | −                  | −                   | −                   | −                  | −                  | −                  | −                  | −                  | −                  | 3     | 0     |
| Германия         | 2014             | −                   | −                   | 6                  | 0                  | −                   | −                   | −                  | −                  | −                  | −                  | 2                  | 0                  | 8     | 0     |
| Германия         | 2015             | −                   | −                   | −                  | −                  | 4                   | 0                   | −                  | −                  | −                  | −                  | 2                  | 0                  | 6     | 0     |
| Германия         | 2016             | −                   | −                   | −                  | −                  | −                   | −                   | 5                  | 1                  | −                  | −                  | 2                  | 0                  | 7     | 1     |
| Всего за карьеру | Всего за карьеру | 14                  | 3                   | 20                 | 2                  | 17                  | 4                   | 18                 | 3                  | 4                  | 2                  | 48                 | 10                 | 121   | 24    |

## Личная жизнь
Своими хобби Бастиан считает музыку, встречи с друзьями, путешествия и чтение. Увлекается баскетболом, раньше часто посещал матчи баскетбольной команды «Бавария». Бастиан дружит с немецким профессиональным баскетболистом Штеффеном Хаманом. Однажды он праздновал забитый гол, имитируя баскетбольный бросок в кольцо.
С 2007 по июль 2014 года Бастиан встречался с немецкой моделью Сарой Бранднер. В сентябре 2014 года Швайнштайгер стал встречаться с сербской теннисисткой Аной Иванович. 12 июля 2016 года пара поженилась в Венеции. Церемония бракосочетания состоялась во дворце Палаццо Кавалли-Франкетти. 19 марта 2018 года у Бастиана и Аны родился сын Лука. 30 августа 2019 года появился ещё один сын Леон. В начале мая 2023 года у пары родился третий сын.
Его фамилия образована от Schweinsteig, что значит «свиное стойло» (Schwein «свинья» + средневерхненемецкое stige «стойло»). В первые годы карьеры Бастиана в англоязычной прессе и среди болельщиков нередко встречался ошибочный перевод его фамилии как «свинолаз» (pig-climber), он обыгрывался в сообщениях прессы об иске Швайнштайгера к мюнхенскому производителю сосисок, назвавшему свою продукцию «Швайни». Иногда в качестве его имени вместо Бастиан ошибочно указывалось более распространённое имя Себастьян.
В 2015 году китайский производитель игрушек Dragon in Dreams выпустил детализированную фигурку солдата Вермахта, лицо которого, по всей видимости, было смоделировано по образу Швайнштайгера. Кукла-солдат продавалась под названием «Bastian». Это вызвало множество реакций в СМИ, однако производитель обозначил сходство обычным совпадением, поскольку игрушка просто изображала «типичного немца». После судебного процесса фигурка исчезла из продажи.
Через несколько дней после ухода Швайнштайгера из спорта в октябре 2019 года организация ARD объявила, что Бастиан будет экспертом на трансляции футбольных матчей в течение следующих трёх лет, вплоть до чемпионата мира 2022 года в Катаре. В 2020 году на видеосервисе Amazon Prime Video был выпущен документальный фильм «Schw31ns7eiger: Воспоминания — от начала до легенд», созданный Тилем Швайгером. Цифры в названии фильма — это отсылка к номерам Швайнштайгера в «Баварии» (31) и национальной сборной (7).